# La Chapelle-Fortin

La Chapelle-Fortin este o comună în departamentul Eure-et-Loir, Franța. În 2009 avea o populație de 180 de locuitori.